# Томпкінс (Нью-Йорк)
Томпкінс (англ. Tompkins) — місто (англ. town) в США, в окрузі Делавер штату Нью-Йорк. Населення — 1290 осіб (2020).

## Демографія
Згідно з переписом 2010 року, у місті мешкало 1247 осіб у 511 домогосподарстві у складі 337 родин. Було 884 помешкання
Расовий склад населення:
| - 94,2 % — білих - 4,2 % — чорних або афроамериканців - 0,2 % — корінних американців - 0,2 % — азіатів |

До двох чи більше рас належало 1,1 %. Частка іспаномовних становила 1,9 % від усіх жителів.
За віковим діапазоном населення розподілялося таким чином: 22,7 % — особи молодші 18 років, 60,7 % — особи у віці 18—64 років, 16,6 % — особи у віці 65 років та старші. Медіана віку мешканця становила 44,1 року. На 100 осіб жіночої статі у місті припадало 104,4 чоловіків;  на 100 жінок у віці від 18 років та старших — 106,9 чоловіків також старших 18 років.
Середній дохід на одне домашнє господарство  становив 54 443 долари США (медіана — 57 083), а середній дохід на одну сім'ю — 59 453 долари (медіана — 61 343). Медіана доходів становила 53 162 долари для чоловіків та 41 293 долари для жінок. За межею бідності перебувало 15,7 % осіб, у тому числі 25,2 % дітей у віці до 18 років та 17,0 % осіб у віці 65 років та старших.
Цивільне працевлаштоване населення становило 446 осіб. Основні галузі зайнятості: виробництво — 23,8 %, освіта, охорона здоров'я та соціальна допомога — 17,5 %, роздрібна торгівля — 11,7 %, науковці, спеціалісти, менеджери — 8,5 %.